# Yeray Álvarez
Yeray Álvarez López, más conocido como Yeray (Baracaldo, Vizcaya, 24 de enero de 1995), es un futbolista español, que juega como defensa central en el Athletic Club de la Primera División de España.

## Trayectoria

### Inicios en Lezama
Tras iniciarse en el Colegio La Inmaculada de Baracaldo, pasó varios años en el J.F.Amets; club fundado por el padre de un compañero de colegio. En 2005 se incorporó a la cantera del Barakaldo CF, donde permaneció dos temporadas. En 2007 fichó por el Danok Bat bilbaíno y un año después, en 2008, se incorporó a las categorías inferiores del Athletic Club.
Formó parte de una de la generaciones más exitosas en la historia del Athletic, la camada del 95, de donde salieron una gran cantidad de jugadores profesionales como: Unai López, Álex Remiro, Rahmani, Óscar Gil, Undabarrena, Gorka Santamaría, Aitor Seguín, Markel Etxeberria o Urtzi Iriondo. En la temporada 2012-2013 disputó las NextGen Series consiguiendo un gol ante el Arsenal. Además, alcanzó la final de la Copa del Rey Juvenil en la que fueron derrotados por el Real Madrid. En 2013 promocionó al C.D Basconia, segundo filial del club. En el conjunto aurinegro, que acabó en cuarta posición, disputó 26 partidos. En 2014 ascendió al Bilbao Athletic, donde consiguió un ascenso histórico a Segunda División en su primera campaña. Durante su etapa en el filial rojiblanco, viajó varias veces con el primer equipo llegando a estar en el banquillo en un partido de Liga Europa en Žilina.

### Promoción al Athletic Club
En verano de 2016 realizó la pretemporada con el Athletic Club, junto a Mikel Vesga y Óscar Gil, consiguiendo quedarse en el primer equipo con el dorsal 27.El 15 de septiembre debutó con el primer equipo, en la derrota por 3-0 en Liga Europa, ante el Sassuolo.Debutó en Primera División, tres días después, ante el Valencia (2-1).Su adaptación al primer equipo fue asombrosa a pesar de su inexperiencia. Rápidamente, pasó a ser un jugador referencial en el eje de la zaga gracias a  sus múltiples virtudes defensivas como la velocidad, colocación o la anticipación.El 3 de noviembre de 2016 dio su primera asistencia de gol, a Aduriz, en la victoria ante el Genk (5-3).

#### Cáncer testicular
El 23 de diciembre de 2016 Josu Urrutia y el médico del club anunciaron, en rueda de prensa, que se le había detectado un tumor en su testículo derecho. El 27 de diciembre, en el Hospital de Cruces, se le realizó una orquiectomía. El 5 de enero presenció, desde la grada, la victoria ante el FC Barcelona por 2-1. Iñaki Williams marcó en el minuto 27, cuando la afición le estaba ovacionando. El 19 de enero de 2017 recibió el alta médica. El 4 de febrero regresó a los terrenos de juego, como titular, en la derrota en el Camp Nou por 3-0. Anecdóticamente, el 4 de febrero es reconocido internacionalmente por ser el Día Mundial contra el Cáncer. A pesar de la operación y de la consiguiente rehabilitación, mantuvo un gran nivel los últimos meses de temporada siendo uno de los defensores más destacados de la categoría y el principal baluarte defensivo del equipo.
El 13 de junio de 2017 le fue diagnosticada una adenopatía, por la que tendría que recibir quimioterapia durante tres meses, estando concentrado con la selección sub-21.El 27 de noviembre, el cuerpo médico confirmó que se encontraba disponible para jugar.El 20 de diciembre participó, con el equipo sub-23 del Athletic Club, en un partido de competición ante el combinado sub-23 del Swansea City, por primera vez tras su tratamiento.El 4 de febrero, como hizo un año antes, volvió a jugar como titular en la derrota (2-0) ante el Girona.

#### Regreso a la actividad
En la campaña 2018-19 recuperó la titularidad y completó una gran temporada junto a Iñigo Martínez, consolidándose como una de las parejas de centrales más destacadas del campeonato. Poco antes del inicio de la siguiente temporada, en el mes de julio, firmó una renovación de larga duración con el club rojiblanco hasta el año 2026. El 25 de enero de 2021, una semana después de haber conquistado su primer título al ganar la Supercopa de España, marcó su primer gol en Liga en la goleada ante el Getafe (5-1).Inició la temporada 2021-22 con problemas en el tendón rotuliano de su rodilla, por lo que no jugó hasta finales de octubre.El 13 de enero de 2022 marcó el tanto del empate, frente al Atlético de Madrid, en las semifinales de la Supercopa de España.
El 31 de mayo de 2023 fue operado para solucionar los problemas de pubalgia que le impedían jugar con regularidad.El 6 de octubre sufrió una lesión muscular de la que tuvo que ser intervenido y le tuvo cuatro meses de baja.El 31 de marzo sufrió una nueva lesión muscular que le impidió participar en la final de Copa frente al RCD Mallorca.
El 30 de enero de 2025 marcó en el triunfo, en Liga Europa, frente al Viktoria Pilsen (3-1).El 16 de marzo anotó el tanto de la victoria, en el Estadio Ramón Sánchez-Pizjuán, frente al Sevilla FC (0-1).

## Selección nacional

### Sub-21
El 17 de marzo de 2017 fue convocado por la selección sub-21 de España para los partidos amistosos ante Dinamarca e Italia. En su segundo partido con la sub-21, sufrió una doble fractura de los huesos propios de la nariz al recibir un codazo de Federico Chiesa.
El 13 de junio de 2017 tuvo que abandonar la concentración previa a la disputa de la Eurocopa sub-21 de 2017 para someterse a un tratamiento de quimioterapia.

### Absoluta
El 31 de mayo de 2017 fue invitado a participar en los entrenamientos de la Selección Española, llegando a estar en el banquillo en el amistoso ante Colombia. El 22 de mayo de 2018 formó parte de una convocatoria alternativa de la selección española para ayudar en los entrenamientos de cara al Mundial de Rusia de 2018. Finalmente, estuvo en el banquillo en el amistoso ante Suiza.

## Estadísticas

### Clubes
Actualizado a final de la temporada 2024-25.
| Club                     | Div.          | Temporada     | Liga  | Liga  | Copas nacionales | Copas nacionales | Copas internacionales | Copas internacionales | Total | Total |
| Club                     | Div.          | Temporada     | Part. | Goles | Part.            | Goles            | Part.                 | Goles                 | Part. | Goles |
| ------------------------ | ------------- | ------------- | ----- | ----- | ---------------- | ---------------- | --------------------- | --------------------- | ----- | ----- |
| C. D. Basconia · España  | 3.ª           | 2013-14       | 26    | 0     | —                | —                | —                     | —                     | 26    | 0     |
| C. D. Basconia · España  | Total club    | Total club    | 26    | 0     | 0                | 0                | 0                     | 0                     | 26    | 0     |
| Bilbao Athletic · España | 2.ª B         | 2014-15       | 36    | 1     | ―                | ―                | ―                     | ―                     | 36    | 1     |
| Bilbao Athletic · España | 2.ª           | 2015-16       | 32    | 0     | ―                | ―                | ―                     | ―                     | 32    | 0     |
| Bilbao Athletic · España | Total club    | Total club    | 68    | 1     | 0                | 0                | 0                     | 0                     | 68    | 1     |
| Athletic Club · España   | 1.ª           | 2016-17       | 26    | 0     | 1                | 0                | 8                     | 0                     | 35    | 0     |
| Athletic Club · España   | 1.ª           | 2017-18       | 8     | 0     | 0                | 0                | 4                     | 0                     | 12    | 0     |
| Athletic Club · España   | 1.ª           | 2018-19       | 30    | 0     | 2                | 0                | ―                     | ―                     | 32    | 0     |
| Athletic Club · España   | 1.ª           | 2019-20       | 32    | 0     | 6                | 0                | ―                     | ―                     | 38    | 0     |
| Athletic Club · España   | 1.ª           | 2020-21       | 23    | 1     | 7                | 0                | ―                     | ―                     | 30    | 1     |
| Athletic Club · España   | 1.ª           | 2021-22       | 22    | 0     | 5                | 1                | ―                     | ―                     | 27    | 1     |
| Athletic Club · España   | 1.ª           | 2022-23       | 28    | 1     | 5                | 0                | —                     | —                     | 33    | 1     |
| Athletic Club · España   | 1.ª           | 2023-24       | 19    | 0     | 2                | 0                | ―                     | ―                     | 21    | 0     |
| Athletic Club · España   | 1.ª           | 2024-25       | 21    | 1     | 1                | 0                | 7                     | 1                     | 29    | 2     |
| Athletic Club · España   | Total club    | Total club    | 209   | 3     | 29               | 1                | 19                    | 1                     | 257   | 5     |
| Total carrera            | Total carrera | Total carrera | 303   | 4     | 29               | 1                | 19                    | 1                     | 351   | 6     |

## Palmarés

### Títulos nacionales
| Título              | Club          | País   | Año  |
| ------------------- | ------------- | ------ | ---- |
| Supercopa de España | Athletic Club | España | 2021 |
| Copa del Rey        | Athletic Club | España | 2024 |